# Sebastián de Felstin
Sebastian de Felstin, en polaco: Sebastian z Felsztyna, también como Sebastian Herburt, (¿Felsztyn?, c. 1480/1490 - Sanok, después de 1543) fue un compositor y músico teórico polaco, considerado el compositor polaco más importante de principios del siglo XVI.

## Vida
Probablemente nació en Felsztyn, en la actual Ucrania, en la frontera con Polonia. En 1507 ingresó en la Universidad Jaguelónica, el mismo año que su compatriota, el compositor Mikołaj z Chrzanowa. Mientras estuvo allí estudió Música y Teología, consiguiendo su bachiller en 1509. Es posible que estudiase con Heinrich Finck mientras estaba en Cracovia. Después de graduarse, regresó a Felsztyn, donde se convirtió en capellán, y más tarde se trasladó a Sanok, también en el sureste de Polonia, donde fue preboste.

## Obras musicales y escritos teóricos

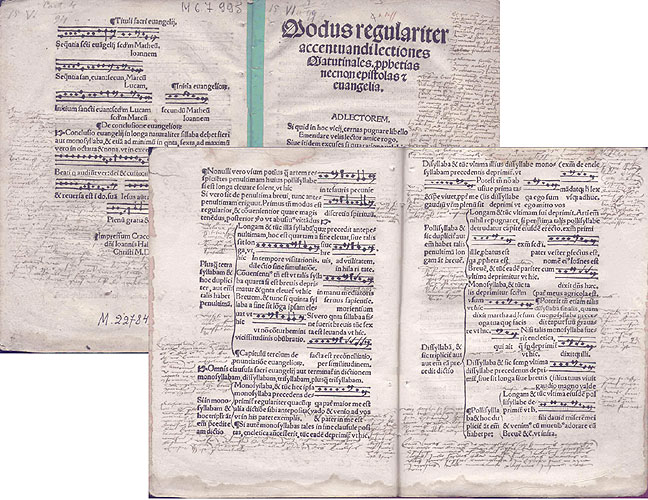
Parte de un tratado sobre el canto llano, Modus regulariter accentuandi lectiones matutinales Prophetias necnon epistolas et evangelia, publicado de forma anónima en Cracovia, 1518, pero atribuido a Sebastián de Felstin.

De sus obras musicales solo sobreviven tres motetes. Son para cuatro voces y usan un tenor de canto llano en notas largas, una práctica arcaica en el momento de la publicación, 1522, y las otras voces a veces se dedican a la imitación, al contrapunto libre o en texturas más homofónicas. Los tres se conservan en la Catedral de Wawel en forma manuscrita. Si bien tienen un estilo arcaico, muestran la influencia de la escuela francoflamenca y son un raro ejemplo temprano de polifonía a cuatro voces en Polonia. De hecho, Reese reconoce la asimilación de las influencias franco-borgoñonas por parte de Felstin.
Felstin publicó una colección de sus himnos en 1522 en Cracovia, Aliquot hymni ecclesiastici, pero no han sobrevivido copias.
Los tratados teóricos de Sebastián cubren los temas de notación y canto. Su música más popular fue Opusculum musices de 1519, que se reimprimió dos veces y probablemente fue concebida como una herramienta de instrucción para cantores.

## Obra

### Escritos sobre música
- Opusculum musice compilatum noviter
- Opusculum musices noviter congestum
- De musica dialogi VI (Cracovia, 1536)
- Directiones musicae ad catedralis ecclesia Premislensis usum (Cracovia, 1543)
- Opusculum musice mensuralis (Cracovia, 31 de octubre de 1517)
- De inventoribus musicae

### Motetes
- Ave María («Aleluya ad Rorate cum prosa Ave María»), a cuatro voces
- Aleluya, Félix es sacra virgo María, a cuatro voces
- Prosa ad Rorate tempore paschali virgini Mariae laudes, a cuatro voces

Estos tres motetes, según Reese (1959, p. 747), todos cuentan con melodías gregorianas en el tenor en notas completas.